# Dème d'Áno Pogóni
Le dème d'Áno Pogóni, en grec moderne : Δήμος Άνω Πωγωνίου / Dímos Áno Pogóni, est un dème du district régional d'Ioánnina, en Épire, Grèce. Depuis 2010, il est fusionné au sein du dème de Pogóni.
Selon le recensement de 2011, la population du dème compte 1 490 habitants.